# Сисмонди, Жан де
Жан-Шарль-Леонар Симонд де Сисмонди (фр. Jean Charles Léonard Simonde de Sismondi; 9 мая 1773, Женева — 25 июня 1842, там же) — швейцарский экономист и историк, один из основоположников политической экономии. Первооткрыватель цикличности экономического развития.

## Биография
Предки Жана Симонда (Simonde) переселились из Тосканы во французскую провинцию Дофине, где перешли в протестантство, но после отмены Нантского эдикта бежали в Женеву, где обрели права граждан. Его отец был состоятельным членом большого совета Женевской республики, а родственником его матери был Жакоб Верн, друживший с Вольтером. 
По основным занятиям отец Симонда был деревенским пастором, и в какой-то момент его финансовые дела расшатались. Это заставило юношу оставить Женевский университет, не окончив курса, и поступить на службу в один из банков Лиона. Восстание лионского населения против национального конвента (1793) вынудило его бежать обратно в Женеву; но здесь также разразилась революция, причём его семья (к тому времени принявшая имя «де Сисмонди» ввиду обнаружившихся свидетельств их происхождения от одноимённого семейства Пизанской республики, упоминаемого в «Божественной комедии») сильно пострадала за свои аристократические симпатии: и отец, и сын попали в тюрьму. За этим последовало новое бегство, и после короткого пребывания в Англии вся семья переселилась в Тоскану, где приобрела имение на одном из холмов близ города Пеша.
В Женеву Сисмонди вернулся в 1798 году, где занял место секретаря торговой палаты. Вскоре выходят первые его политико-экономические сочинения — «Картина тосканского сельского хозяйства» (1801) и «Принципы политической экономии» (1803) — где Сисмонди развивает идеи Адама Смита. Эти сочинения создают ему репутацию солидного учёного; Сисмонди попадает в поле зрения сподвижников Александра I, только что приступивших к реформе системы образования в России. 
Актом от 4 (16) апреля 1803 года царь преобразует бывшую Главную виленскую школу в Виленский университет, где Сисмонди получает приглашение занять кафедру политической экономии. Это перспективное предложение Сисмонди отклоняет. С учётом того, что к 1823 году Виленский университет, получавший среди других наибольшие дотации из бюджета России, становится крупнейшим университетом Европы (по числу студентов Вильна превосходила Оксфорд), отмечаемый биографами последующий отказ Сисмонди от профессорской кафедры в парижской Сорбонне выглядит менее значительным событием.
Покровительству царя Сисмонди предпочёл покровительство мадам де Сталь. Считался одним из её приближённых, несмотря на конфликт со столь же близким ей Шлегелем. Во время работы над монументальным трудом «История средневековых республик Италии» (Histoire des républiques italiennes du Moyen Âge) состоял в платонических отношениях с графиней Олбани.
Симпатизируя Наполеону, до 1813 года жил в Париже, а затем переселился в Англию, где в 1819 году женился на Джесси Аллен (1777—1853), одна из сестёр которой была женой Джеймса Макинтоша, а другая — матерью Эммы Веджвуд-Дарвин. Картины обнищания лондонского рабочего люда заставили его отшатнуться от представлений Адама Смита о свободной конкуренции как о естественном порядке вещей. Ради равномерности распределения национального богатства он первым признал необходимость государственного вмешательства в экономику.
С 1818 года на протяжении 23 лет работал над историей французского народа (29 томов, Histoire des Français). На склоне лет вернулся на швейцарскую ривьеру, где и умер от рака желудка на 70-м году жизни. В 1833 году избран иностранным членом французской Академии моральных и политических наук, в 1826 году — Шведской королевской академии.

## Экономические взгляды

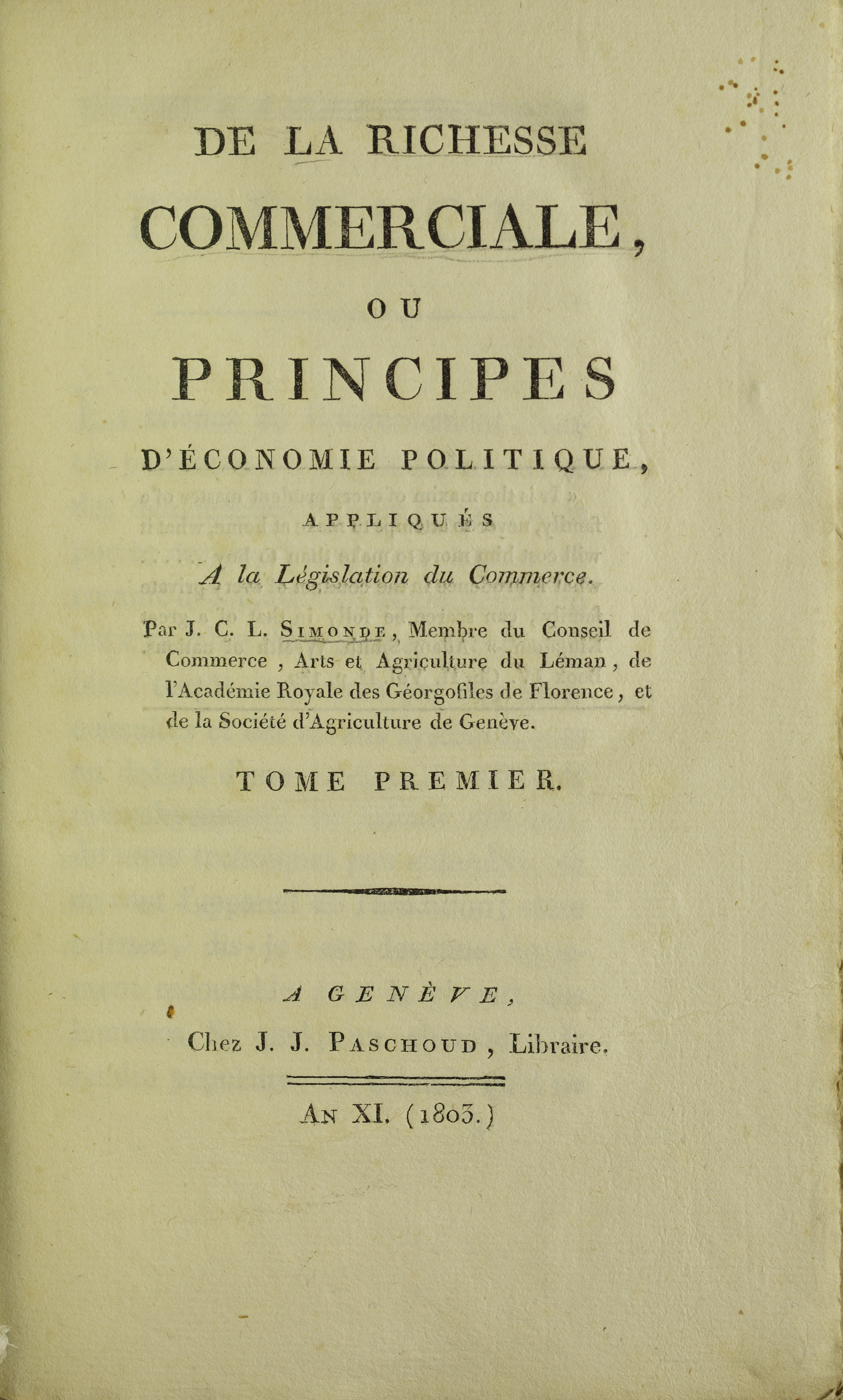
De la richesse commerciale, 1803

Сисмонди считал политическую экономию наукой, которая имеет дела с человеческой природой, а не с экономическими отношениями. Он сторонник трудовой теории стоимости, согласно которой стоимость товара определяется затратами труда его производства. Он яро отстаивал точку зрения, противоположную господствующей экономической теории, утверждая, что государство обязано оказывать воздействие на экономику. Его основным доводом в пользу государственной интервенции было то, что прежде, чем на рынке установится равновесная цена, населению придётся пройти через страдания, поэтому правительство обязано сгладить переходный период.
Сисмонди выступал в защиту мелкого капиталистического производства и одновременно резко критиковал противоречия капитализма, порождаемые крупным капиталом. Обосновывал возможности гармонии общественных интересов именно на базе развития мелкого предпринимательства, в чём видел способ разрешения противоречий капитализма.
Сисмонди говорит об ограблении рабочего при капитализме и считает, что заработная плата должна быть равна всей стоимости продукта труда рабочего. Вместе с тем он признаёт, что заработная плата рабочих стремится к прожиточному минимуму. Критические высказывания Сисмонди относительно капитализма часто цитировались социалистами, в том числе Марксом в манифесте Коммунистической партии.

### Список произведений
- Tableau de l’agriculture toscane (1801)
- De la richesse commerciale (1803)
- Histoire des républiques italiennes du moyen âge (1809—1818) - наиболее популярная историческая работа, впервые опубликованная в 1807, в шестнадцатой и финальной редакции в 1818.
- De l’intérêt de la France a l’égard de la traite des negres (1814)
- Examen de la Constitution francoise (1815)
- Économie politique (1815)
- Новые начала политической экономии = Nouveaux principes d’économie politique, ou de la Richesse dans ses rapports avec la population. — М.: Соцэкгиз, 1935. (1819)
- Histoire des français (1821—1844)
- Les colonies des anciens comparees a celles des modernes (1837)
- Études de sciences sociale (1837)
- Études sur l’economie politique (1837)
- Précis de l’histoire des Français (1839)
- Fragments de son journal et correspondance (1857)